# Algekultur
Algekultur er en form for akvakultur, der omfatter opdræt af algearter.
Størstedelen af de alger, der dyrkes med vilje, hører til kategorien mikroalger (også kaldet mikrofytter eller planktonalger). Makroalger, almindeligvis kendt som tang, har også mange kommercielle og industrielle anvendelsesmuligheder, men på grund af deres størrelse og de særlige krav til det miljø, de skal vokse i, egner de sig ikke så godt til dyrkning (dette kan dog ændre sig med fremkomsten af nyere tangkultivatorer, som grundlæggende er algevaskemaskiner, der bruger opstrømmende luftbobler i små beholdere).
Kommerciel og industriel algedyrkning har mange anvendelsesmuligheder, herunder produktion af fødevareingredienser såsom omega-3-fedtsyrer eller naturlige farvestoffer og farvestoffer, fødevarer, gødning, bioplast, kemiske råmaterialer, lægemidler og algebrændstof, og kan også anvendes til forureningsbekæmpelse.
Den globale produktion af opdrættede vandplanter, der overvejende domineres af tang, voksede i produktionsmængde fra 13,5 mio. tons i 1995 til lidt over 30 mio. tons i 2016.